# 吉河畔萨洛奈
吉河畔萨洛奈（法語：Salornay-sur-Guye，法語發音：[salɔʁnɛ syʁ ɡi]）是法国索恩-卢瓦尔省的一个市镇，属于马孔区。

## 地名
该地名中河名“Guye”发音为[ɡi]而非[ɡɥi]，《世界地名翻译大辞典》与《世界地名译名词典》将该地名误译作“居伊河畔萨洛奈”。

## 地理
吉河畔萨洛奈（46°31'9"N, 4°35'48"E）面积11.02 平方千米，位于法国勃艮第-弗朗什-孔泰大區索恩-卢瓦尔省，该省份为法国中部省份，北起顺时针与科多尔省、汝拉省、安省、罗讷省、卢瓦尔省、阿列省和涅夫勒省接壤。
与吉河畔萨洛奈接壤的市镇（或旧市镇、城区）包括：谢里泽、弗拉日、萨伊、弗勒冈德河畔拉维讷斯、博奈-圣伊泰尔。
吉河畔萨洛奈的时区为UTC+01:00、UTC+02:00（夏令时）。

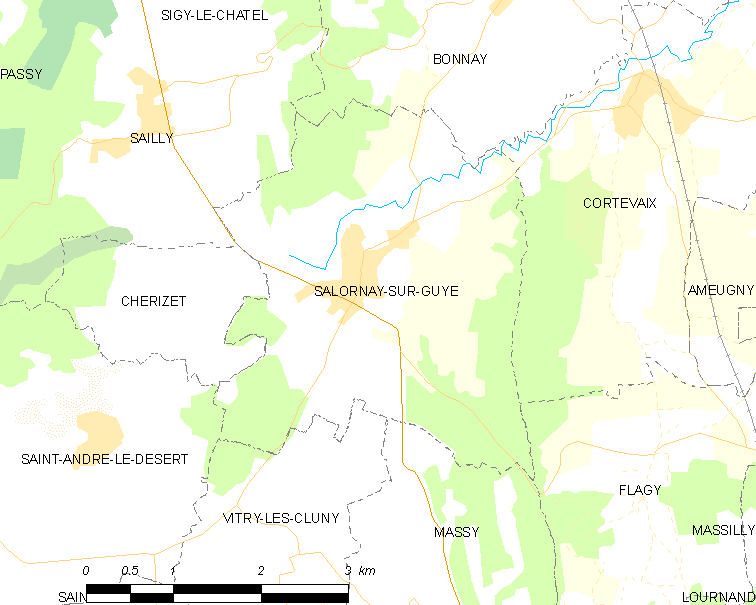
吉河畔萨洛奈的OSM定位图

## 行政
吉河畔萨洛奈的邮政编码为71250，INSEE市镇编码为71495。

## 政治
吉河畔萨洛奈所属的省级选区为克吕尼县。

## 人口

1962-2008年间吉河畔萨洛奈人口变化图示

吉河畔萨洛奈于2022年1月1日时的人口数量为869人。